# 미스터 레슬링
조지 버렐 "팀" 우딘(George Burrell "Tim" Woodin, 1934년 6월 28일 ~ 2002년 11월 30일)은 미국의 전 프로레슬링 선수이다. 그는 미스터 레슬링(Mr. Wrestling)이라는 이름으로 잘 알려져 있다.
우딘은 29세의 나이로 "팀 우즈"라는 이름으로 레슬링을 시작하였다. 그 뒤 Joe Dusek으로부터 "미스터 레슬링"이라는 이름을 받았다.

## 죽음
2002년 11월 30일 우즈는 노스캐롤라이나의 샬럿에 있는 자신의 집에서 심근 경색으로 68세의 나이로 사망하였다.